# Сатуново (яхта, 1830)
«Сатуново» — парусная яхта Черноморского флота Российской империи, находившаяся в составе флота с 1830 года. Во время несения службы использовалась для нужд Дунайской гребной флотилии, в том числе для осмотра брандвахт.

## Описание судна
Парусно-гребная яхта с деревянным корпусом, длина судна составляла 18,3 метра, ширина по сведениям из различных источников — 4,56—4,6 метра, осадка — 1,5—1,6 метра.

## История службы
Яхта «Сатуново» была заложена на стапеле Николаевского адмиралтейства 6 (18) марта 1829 года и после спуска на воду 31 июля (12 августа) 1830 года вошла в состав Черноморского флота России. Строительство вёл кораблестроитель полковник И. Я. Осминин.
В кампании с 1831 по 1836 год находилась в составе Дунайской гребной флотилии.
В навигацию 1836 года совершала плавания по Дунаю с целью осмотра военных брандвахт.

## Командиры судна
Командирами яхты «Сатуново» в составе Российского императорского флота в разное время служили:
- П. И. Фролов (1834 года);
- И. А. Трамбицкий (1835 год);
- П. С. Гудима (1836 год).

### Комментарии
1. ↑  60 футов[1].
2. ↑  15 футов[1].
3. ↑  5 футов 1 дюйм[1].